# Julianalaan 6 (Baarn)
Julianalaan 6 is een gemeentelijk monument aan de Julianalaan in Baarn in de provincie Utrecht. De villa staat in het Rijksbeschermd gezicht Baarn - Prins Hendrikpark e.o..
De woning werd in 1948 gebouwd door restauratiearchitect IJsbrand Kok om zelf in te gaan wonen. In de topgevel is met muurankers het bouwjaar aangegeven. De asymmetrische gevel met de nok haaks op de straat, heeft een erker. Het pand is door de details een goed voorbeeld van de Delftse School. De ingang is aan de rechterzijde. In de vensters is glas-in-lood aangebracht.